# 路加福音第10章
路加福音第10章是基督教聖經新約中的內容。本章記錄了耶穌差遣七十門徒、著名的好撒馬利亞人的比喻、以及他探望馬利亞和馬大的家。 這本福音的作者佚名，但早期基督教传统均肯认是路加编写了这本福音书及《使徒行传》。

## 文本
- 原始文本使用通用希腊语书写；
- 包含本章的最早抄本为：
  - Papyrus 75（抄写于公元175-225年前后）
  - Papyrus 45（約公元250年）
  - 梵蒂冈抄本（325-350年）
  - 西乃抄本（330-360年）
  - Codex Bezae（約400年）
  - Codex Washingtonianus（約400年）
  - 亚历山大抄本（約400-440年）
  - Codex Ephraemi Rescriptus（約450年）
- 本章共有42節。

## 結構
本章可大致分为（括号中为圣经中可相互参照的其他部分）：
- Luke 10:1–12 = 耶穌差遣七十個人（Matthew 8:19–22 ）
- Luke 10:13–16 = 不悔改的城有禍了（Matthew 11:20–24）
- Luke 10:17–20 = 七十個人回來
- Luke 10:21–24 = 耶穌被聖靈感動的歡樂（Matthew 11:25–27; Matthew 13:16–17）
- Luke 10:25–37 = 好撒馬利亞人的比喻
- Luke 10:38–42 = 馬利亞和馬大敬拜與服侍

## 好撒馬利亞人的比喻

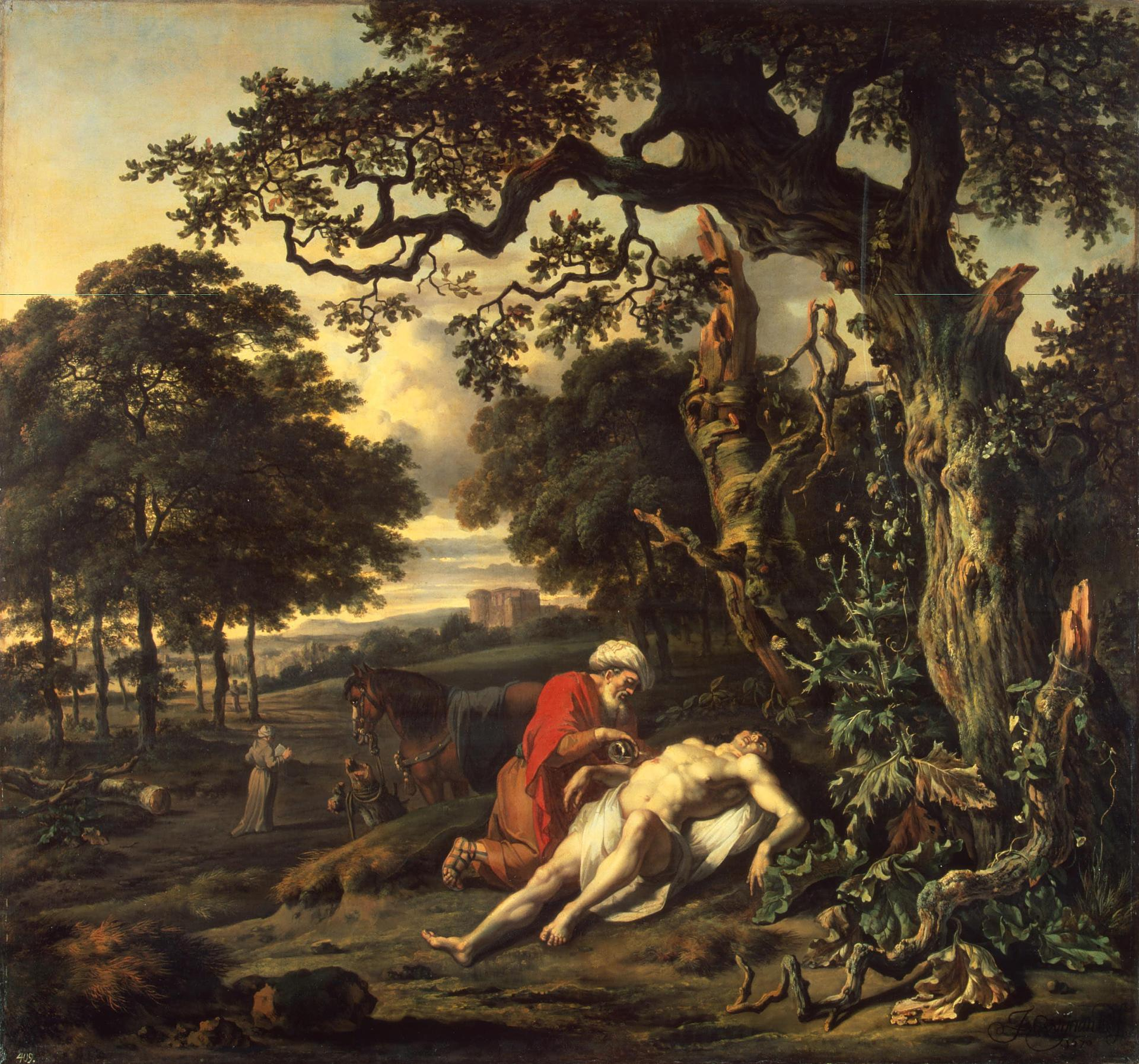
Jan Wijnants繪製的好撒馬利亞人的比喻（1670年）刻畫了好撒馬利亞人照顧受傷的人。

這個比喻只在新約的這一章裏被提及。耶穌講述了一個旅行的人（此人可能是猶太人，但也可能不是）的故事，他被強盜搶劫、打個半死，扔在路邊。先是一個祭司，又有一個利未人經過，兩人都繞過這人，最後一個撒馬利亞人經過。撒馬利亞人和猶太人一般互相鄙視，但這撒馬利亞人幫助了那名傷者。耶穌在此講這個比喻，是在回答關於誰是“鄰舍”這個問題，因利未記（Lev 19:18）指出應當愛鄰舍。
對耶穌的聽衆來說，以肯定的口吻描繪撒馬利亞人會讓他們感到震驚。 包括奧古斯丁在內的一些基督徒以寓言方式來解讀這個比喻，認爲撒馬利亞人代表拯救罪人靈魂的耶穌基督。 不過其他基督徒則對認爲這個寓言與比喻最初的意思無關，而將其看作耶穌倫理的範例。
受這個比喻啓發，衍生出很多畫作、雕塑、詩歌與電影。用來指代幫助陌生人的人的口頭語“好撒馬利亞人”就出自這個比喻，很多醫院和慈善組織都以“好撒馬利亞人”命名。

## 參閱
- 伯大尼
- 路西法
- 馬大
- Mary of Bethany
- 耶稣的事工
- 耶稣的神迹
- 其他相關聖經部分：以賽亞書第14章；马太福音第8章、11章、13章、22章

## 外部連結
- 路加福音第10章（和合本） （页面存档备份，存于）

| 先前 路加福音9章 | 新約聖經的章節 路加福音 | 其後 路加福音第11章 |